# Ante todo, no hagas daño
Ante todo, no hagas daño es un libro de memorias escrito por el distinguido neurocirujano británico Henry Marsh, en el que repasa su carrera  médica. Bien acogido por la crítica, ascendió al primer puesto de las listas de los más vendidos del Sunday Times y el New York Times y fue seleccionado como la mejor obra del año por el Finalcial Times y The Economist.

## Sinopsis
| «Todo cirujano lleva en su interior un pequeño cementerio al que acude a rezar de vez en cuando, un lugar lleno de amargura y pesar, en el que debe buscar explicación a sus fracasos». —René Leriche, citado en Ante todo, no hagas daño. |

Justo después de jubilarse, tras varias décadas en el quirófano y habiendo atendido a cerca de 15 000 pacientes, el neurocirujano Henry Marsh hace un repaso a su trayectoria médica: desde que presenció por primera vez una operación gracias a la que descubrió su vocación hasta su último trayecto en bicicleta hasta el hospital de San Jorge. Refleja los entresijos de su profesión, para lo que se apoya en vivencias y anécdotas. El libro está concebido a modo de confesión, por lo que Marsh incluye en la narración los fracasos más estrepitosos vividos en la sala de operaciones. Aun así, en las páginas también hay lugar para las críticas al sistema sanitario y las disquisiciones filosóficas.

## Crítica
La acogida que tuvo el libro fue muy positiva, tanto en el Reino Unido como a nivel internacional. En su reseña para el New York Times, Michiko Kakutani, que describe a Marsh como «uno de los más destacados neurocirujanos de Gran Bretaña», dice del libro: «Nos ofrece una visión de su vocación extraordinariamente íntima, compasiva y, a ratos, aterradora. Escribe con una fuerza y una franqueza poco habituales». María Hervás, escribiendo para El País Semanal, asegura que, con este libro, «el cirujano inglés se ha ganado el reconocimiento de sus colegas y el aprecio de gran parte de la opinión pública británica por confesar sin tapujos sus flaquezas en el quirófano».